# Southbank (Jacksonville)
Pour les articles homonymes, voir Southbank.
Southbank est un quartier de Downtown Jacksonville, en Floride.

## Sites d'intérêt
- Acosta Bridge
- Aetna Building
- Friendship Fountain
- Fuller Warren Bridge
- Jacksonville Riverwalk
- Main Street Bridge
- Monorail de Jacksonville
- Museum of Science and History
- Riverplace Tower
- Treaty Oak
- Two Prudential Plaza